# Morcilla de cebolla (gastronomía francesa)
La morcilla de cebolla (boudin à l'oignon) o morcilla de París (boudin de Paris) es una morcilla típica de la gastronomía de Francia, hecha con la sangre y la grasa del cerdo, así como cebolla amarilla, sal y pimienta. Se tiene constancia de este embutido desde el medievo (e incluso antes), y su receta apenas ha variado desde entonces.

## Preparación
Para elaborar el caldo, se usa carne de cerdo (preferiblemente carrillada, molleja, hocico y lengua), puerro, zanahoria, nabo, el tallo del apio, cebolla, ramillete de hierbas, sal y pimienta. Estos ingredientes se cuecen durante 2 h. Mientras, la cebolla que se usará en la salchicha se debe cocinar a fuego lento sin llegar a dorarla, opcionalmente añadiendo leche o crema.
Pasadas las dos horas, se pica la carne del cerdo y se le agrega la sangre y la cebolla. Debe quedar una mezcla homogénea que luego se embute en piel de tripa, anudando los extremos. Esta morcilla cruda se debe cocinar en el caldo por 20 min a fuego lento para que no se hinche y explote.

## Presentación
La morcilla de cebolla se sirve sola como aperitivo o en un plato combinado con otras comidas. Se sirve siempre caliente. Su sabor combina bien con un vino tinto; un gamay del viñedo de Bugey o del viñedo del valle del Loira, o un Côtes du Rhône.